# Megaselia triquetra
Megaselia triquetra är en tvåvingeart som beskrevs av Schmitz 1927. Megaselia triquetra ingår i släktet Megaselia och familjen puckelflugor. Arten är reproducerande i Sverige. Inga underarter finns listade i Catalogue of Life.